# Heinrich Zschokke
Johann Heinrich Daniel Zschokke (Maagdenburg, 22 maart 1771 – Aarau, 27 juni 1848) was een Pruisisch, later Zwitsers schrijver, historicus en politicus. Hij was vele jaren werkzaam in de kantons Graubünden en Aargau. Hij was een liberaal denker, vrijmetselaar, Zwitsers patriot en was heel zijn leven geïnteresseerd in pedagogiek.

## Levensloop
Zijn ouders waren Johann Gottfried Schocke, met deze schrijfwijze, en Dorothea Elisabeth Jordan. Vader was een Saks die naar Maagdenburg was geëmigreerd om daar carrière te maken in de lakenmakersgilde. De lakenmakers leverden aan het Pruisisch leger. In Maagdenburg huwde zijn vader met een vrouw die uit een lakenmakersfamilie kwam. Zschokke was de jongste van elf kinderen. Zijn moeder stierf kort na de geboorte. De vader stierf wanneer Zschokke een tienerjongen was. Zijn oudere zussen zorgden voor hem. Hij liep school in het Kloster Unser Lieben Frauen en in het stadsgymnasium. Na een ziekteperiode waarin familieleden hem negeerden, liep hij weg uit Maagdenburg. Hij sloot zich aan bij een gezelschap van rondtrekkende theateracteurs voor wie hij teksten schreef (1788-1790).
Zschokke keerde terug naar Maagdenburg om filosofie en theologie aan de universiteit te studeren (1790-1792). Hij behaalde de graden van doctor in de filosofie, magister in de artes liberales en de toelating om te prediken in lutheraanse kerken in heel Pruisen. Hij bleef aan de universiteit werkzaam als privaatdocent (1792-1795); dit gaf hem de mogelijkheid om te corresponderen met Duitse auteurs en geleerden.
Na een studiereis in Duitsland, Frankrijk en Zwitserland (1795-1796) streek hij neer in het kanton Graubünden. Zschokke werd schooldirecteur in Reichenau van een Philantropinum, dat een nieuw type onderwijsinstelling was onder stimulans van de filantropijnen. Hij engageerde zich politiek om het onderwijs in Graubünden te hervormen. In 1798, bij het einde van het Oude Eedgenootschap, was Zschokke niet meer geliefd in Graubünden wegens zijn sympathie voor de Helvetische Republiek, dat een vazalstaat was van het revolutionaire Frankrijk. Graubünden zette een prijs op zijn hoofd.
Van 1798 tot 1804 werkte Zschokke daarom als politiek bestuurder in de Helvetische Republiek, met zetel in Luzern. Zo was Zschokke topambtenaar van het Bureau für Nationalkultur (1798-1799), regeringscommissaris in het district Stans (1799-1799), het kanton Waldstätten (1799-1800) en het kanton Ticino (1800-1800) waar hij generaal Moncey moest helpen met zijn Franse troepen de Gotthardpas over te steken. Hij promoveerde tot regeringschef in het kanton Basel (1800-1801). Hier had hij te maken met emeutes in Basel-Landschaft die hij moest neerslaan. Samen met zijn zwager Friedrich Nüsperli werkte hij voor het Volksbildungsverein van het kanton Basel-Landschaft.
In 1803 vaardigde Napoleon Bonaparte de Mediationsakte uit. Hiermee richtten de Fransen onder meer het kanton Aargau op, waar Zschokke heen trok. Zschokke kreeg de benoeming van topambtenaar voor bosbouw en mijnbouw (1809-1829). Hij hervormde de bosbouw op basis van een handboek dat hij schreef. Met dit handboek werd hij bekend buiten het kanton Aargau. Hij werd voorzitter van het Aargauische Naturforschende Gesellschaft.
Van 1810 tot 1816 was Zschokke vennoot in een onderneming van ledermanufactuur, geheten Firma Zschokke-Oelhafen en Co. Het leverde hem een zekere financiële draagkracht op. Dit werd vermeerderd door een, weliswaar laattijdige, uitbetaling als regeringschef van Basel tien jaar eerder.
In 1811 stichtte Zschokke in Aarau de vrijmetselaarstempel Zur Brudertreue, samen met vier vrijmetselaars. Nog in 1811 stichtte Zschokke de Verein für vaterländische Kultur im Kanton Aargau. Deze vereniging deed meer dan literaire avonden in te richten. Er volgde de oprichting van een spaarkas (1812), een school voor arme jongvolwassenen (1819), een verzekeringskas tegen hagelschade (1826) en een leercentrum voor doofstomme jongens (1836). Zijn politieke status verhoogde met de benoeming tot parlementslid van de Grote Raad van Aargau (1815-1843). Hij deed zendingen naar andere kantons uit hoofde van de Grote Raad.
Zschokke ijverde via politieke en vaderlandse verenigingen voor het liberale gedachtegoed. Wanneer in 1830 de liberalen de macht in Aargau overnemen, was Zschokke een van de auteurs van het herschrijven van de kantonnale grondwet (1840). Hij was daarnaast de architect van de onderwijshervorming in Aargau (1835). Zschokke zorgde voor politieke contacten tussen het kanton Aargau en de federale instelling Tagsatzung. Alhoewel de Tagsatzung weinig macht had in de Oude Zwitserse Confederatie - nog voor het Revolutiejaar 1848 - liet hij er toch de liberale stem uit Aargau horen. Hij pleitte er voor een moderne Zwitserse staat. In 1841 steunde hij de afschaffing van alle kloosters in Aargau, de zogenaamde Aargauer Klosterstreit.
In 1843 eindigde zijn politieke carrière wanneer hij ontslag nam uit de Grote Raad van Aargau. Hij trok zich in het privéleven terug. Vanaf de winter 1847-1848 was hij bedlegerig geworden. Hij overleed in het revolutiejaar 1848 en maakte niet meer mee dat de Zwitserland een nieuwe, meer liberale, grondwet kreeg met meer centraal gezag voor de federatie. Aan het kanton Aargau liet hij zijn collectie fossielen en mineralen na.

## Gezin

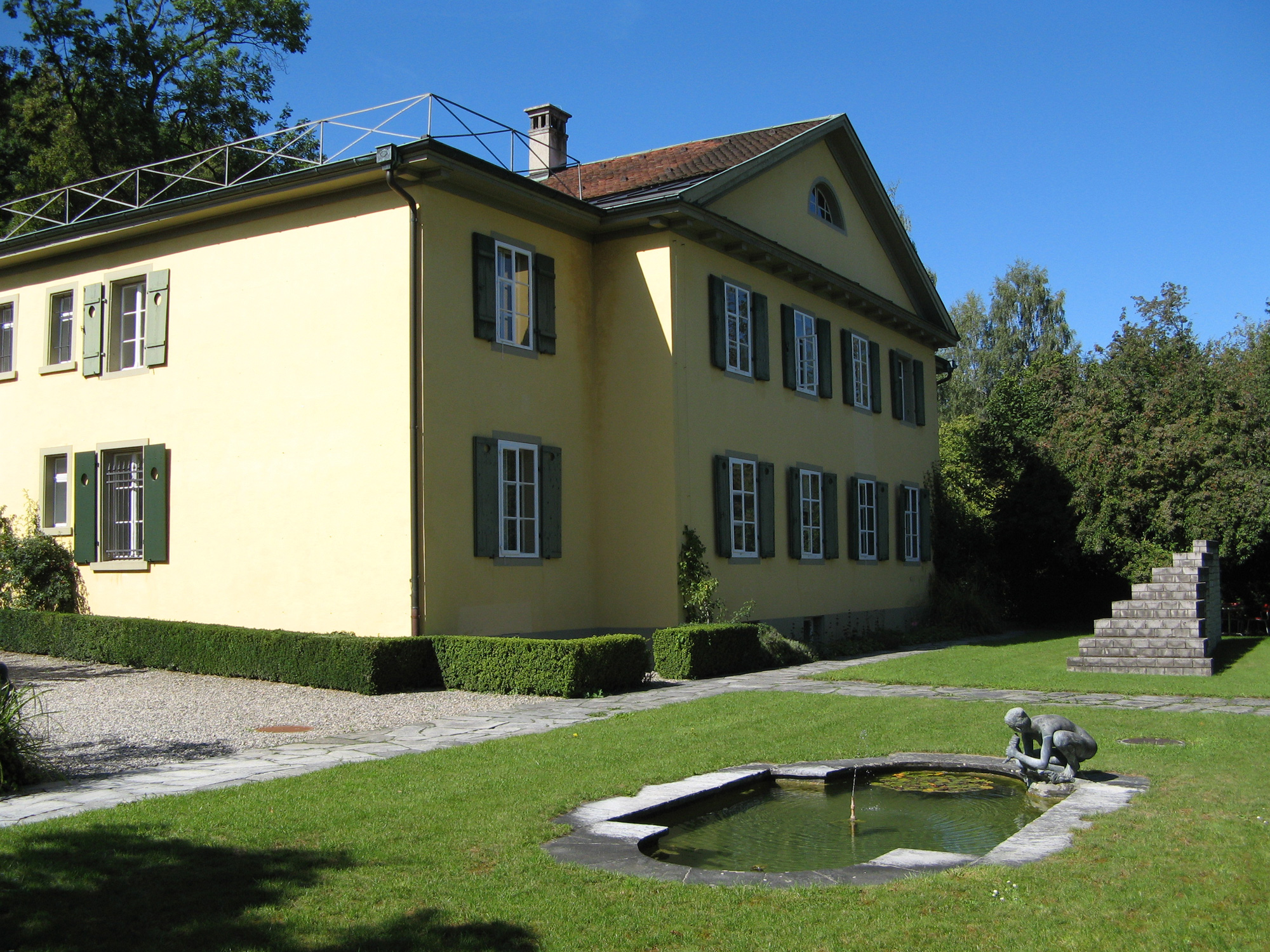
Villa Blumenhalde in Aarau, waar hij met zijn gezin van dertien kinderen woonde

Zschokke huwde in 1805 met Anna Elisabeth Nüsperli (1785-1858), die hem overleefde. Het echtpaar had twaalf zonen en een dochter. In 1818 was Zschokke voldoende kapitaalkrachtig om een villa te bouwen in Aarau. Dit is de Villa Blumenhalde, waar het grote gezin jaren leefde. In de villa ontvingen hij en zijn vrouw pedagogen, dichters, kunstenaars, politici en geleerden.

## Eerbewijzen
Zschokke werd vereerd met het ereburgerschap van Aarau (1823), Maagdenburg (1830) en Lausen (1833).
Zowel koning Maximiliaan I Jozef van Beieren als zijn echtgenote Caroline schonken hem juwelen omwille van Zschokkes verdienste als historicus van de geschiedenis van Beieren (1815).
In het stadspark van Aarau staat een standbeeld voor hem.

## Werken
Zijn oudste werken hadden als thema roversbendes. Het waren de tragedie Graf Monaldeschi (1790) en de romans Abällino der große Bandit (1793) en Alamontade, der Galeerensklave (1803). Zijn latere romans waren moraliserend met een Verlichtingsideaal, zoals Geister und Geisterseher oder Leben und frühes Ende eines Nekromantisten, Der tote Gast, Das Goldmacherdorf (1817), „Die Nacht in Brczwezmcisl en Stunden der Andacht (1814). In 1814 verscheen zijn novelle Hansdampf in allen Gassen.
Das Goldmacherdorf (1817) gaat door als de eerste Zwitserse roman die internationaal bekend geraakte; in 1833 kwam de vijfde uitgave. De vertalingen waren talrijk: Bulgaars, Engels, Fins, Frans, Hongaars, Italiaans, Kroatisch, Lets, Nederlands, Raetoromaans, Russisch, Slovaaks, Sloveens en Tsjechisch.
Heinrich Remigius Sauerländer gaf een bundeling uit van verschillende boeken van Zschokke. Samen met Sauerländer reisde Zschokke naar Wenen en München in 1815.
Naast romanschrijver wierp hij zich op als historicus. Na eigen onderzoekswerk publiceerde hij over de geschiedenis van Zwitserland en van Beieren. Hij bracht het tijdschrift Helvetische Genius uit (1799), het weekblad Der Schweizerbote (1804) dat bleef bestaan tot in 1878. Zschokke vertaalde uit het Frans naar het Duits Nouvelles Genevoises van Rodolphe Töpffer.

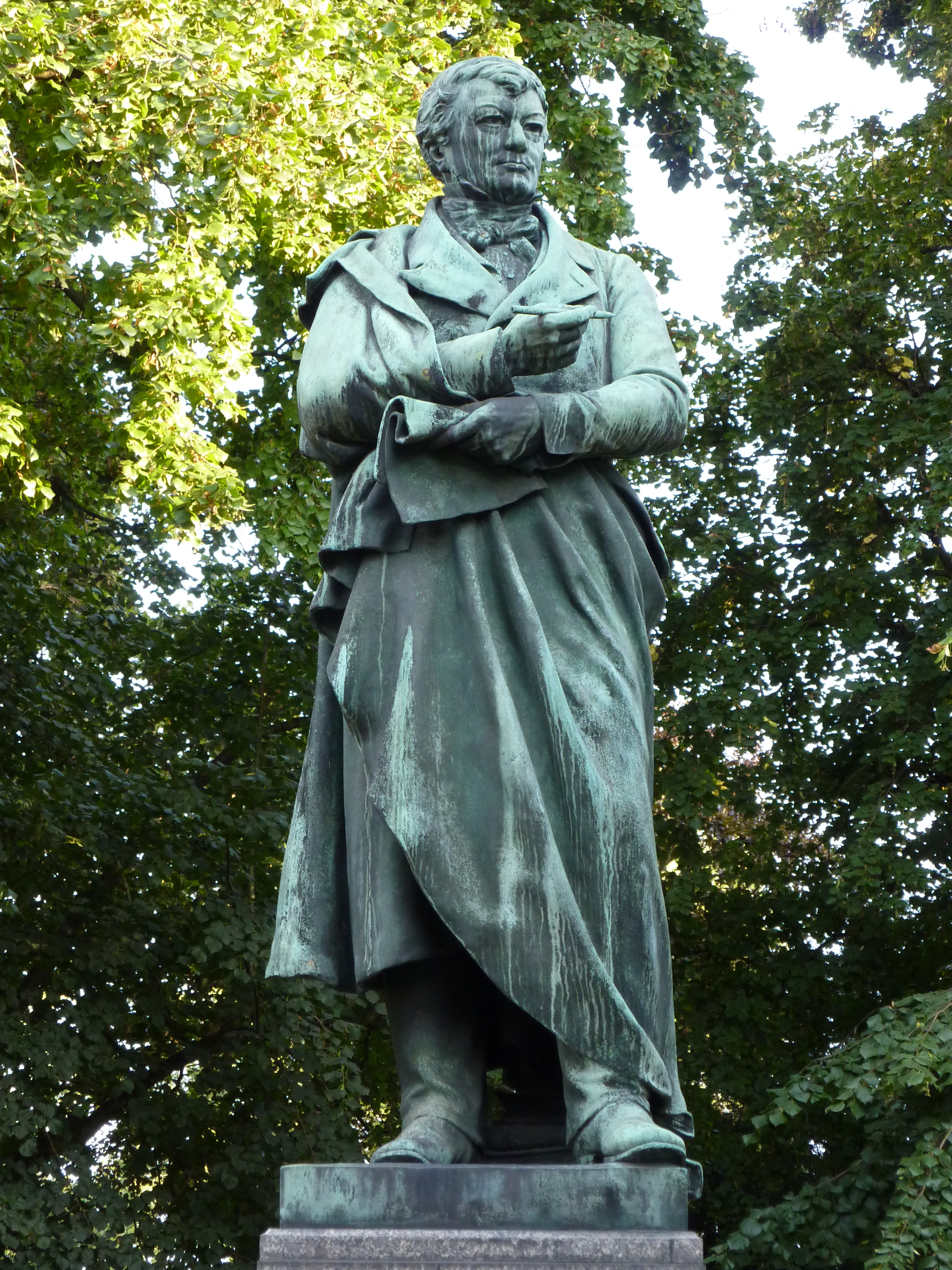
Standbeeld in het stadspark van Aarau

Geschriften over de geschiedenis van Zwitserland:
- Die drey ewigen Bünde im hohen Rhätien – Historische Skizze. Zürich 1798.
- Geschichte vom Kampf und Untergang der schweizerischen Bergkantone. Bern en Zürich 1801.
- Historische Denkwürdigkeiten der helvetischen Staatsumwälzung. Gesammelt und herausgegeben von Heinrich Zschokke. Winterthur 1803.
- Der schweizer Gebirgsförster, 1806.
- Geschichte des Freystaats der drey Bünde im hohen Rhätien. Zürich 1817.
- Des Schweizerlands Geschichte für das Schweizervolk. Aarau 1822.
- In Ausgewählte Historische Schriften het 2e Deel: Der Aufruhr von Stans. Geschichte von Kampf und Untergang der Schweizerischen Berg- und Waldkantone. Aarau 1830.
- Der Aufruhr von Stans. Postuum herwerkte uitgave in 2020, ISBN 978-3-7460-7510-5.

Reisverhalen:
- Meine Wallfahrt nach Paris. 1e Deel, Zürich 1796. 2e Deel, Zürich 1797.
- Die klassischen Stellen der Schweiz und deren Hauptorte in Originalansichten dargestellt. Karlsruhe en Leipzig, 1e Deel 1836 en 2e Deel in 1838.

Geschriften over de geschiedenis van Beieren:
- Baierische Geschichte Aarau 1816-1818, 1e uitgave; nadien meerdere heruitgaven
  - 1e Boek Des Landes Urgeschichte
  - 2e Boek Die Zeiten deutschen Heerbanns und Faustrechts
  - 3e Boek Die Ursprünge baierischer Volksfreiheiten
  - 4e Boek Die Bruderkriege der Schyren
  - 5e Boek Die Zeiten der Glaubenskriege
  - 6e Boek, 1e Deel Die letzten Kurfürsten zu Baiern en 2e Deel Karl Theodors Herrscherjahre in Baiern.